# Kvarnsjön (Blackstads socken, Småland)
Kvarnsjön är en sjö i Västerviks kommun i Småland och ingår i Botorpsströmmens huvudavrinningsområde. Sjön har en area på 0,278 kvadratkilometer och ligger 55,3 meter över havet. Sjön avvattnas av vattendraget Bjärkabäcken.

## Delavrinningsområde
Kvarnsjön ingår i det delavrinningsområde (640508-152719) som SMHI kallar för Mynnar i Långsjön. Medelhöjden är 78 meter över havet och ytan är 2,68 kvadratkilometer. Det finns ett avrinningsområde uppströms, och räknas det in blir den ackumulerade arean 66,2 kvadratkilometer. Bjärkabäcken som avvattnar avrinningsområdet har biflödesordning 2, vilket innebär att vattnet flödar genom totalt 2 vattendrag innan det når havet efter 32 kilometer. Avrinningsområdet består mestadels av skog (43 procent), öppen mark (21 procent) och jordbruk (24 procent). Avrinningsområdet har 0,29 kvadratkilometer vattenytor vilket ger det en sjöprocent på 10,8 procent.